# Luis Felipe Zegarra Russo
Luis Felipe Zegarra Russo (Lima, 5 de octubre de 1938-16 de enero de 2024) fue un sacerdote peruano seguidor del pensamiento del teólogo Gustavo Gutiérrez Merino.

## Biografía
Nacido en Lima en 1938, Luis Felipe Zegarra hizo sus estudios de Filosofía (1956-58) en el seminario Pontificio de Santiago, y los de Teología (1959-1961) en la Facultad de Teología de la Pontificia Universidad Católica de Chile, recibiéndose de licenciado en noviembre de 1962.
En 1962 a 1964 hizo estudios para el doctorado en Teología Moral en la Academia Alfonsiana, de la Pontificia Universidad de Letrán en Roma.
Fue vicecanciller del arzobispo de Lima (1966-1967) y profesor de teología de la Escuela de Trabajo Social de la Pontificia Universidad Católica del Perú, incorporándose después a dicha Universidad como docente de Teología en 1967. Fue miembro de la Dirección de Estudios Generales Letras (1969-1973, 1975-1971, etc.), de su Comisión Reorganizadora (1972-1973) y su Director y posteriormente Decano(1974-1975); miembro de la dirección de la Facultad de Letras y Ciencias Humanas (1969-1972), y Jefe del Departamento de Teología en ocho ocasiones (1978-1981, 1984-1986, 1986-1988, 1996-1998, 1998-2000, 2002-2005, 2005-2008 y 2017-2020).
Fue asesor de la Unión Nacional de Estudiantes Católicos (UNEC) de Lima entre 1966 y 1978.  En abril de 1976 se hizo cargo de la Parroquia Santa Angela Merici del Callao. En mayo del 2000 fue nombrado párroco en El Buen Pastor, en la misma diócesis del Callao, de la que salió al cumplir los 75 años. Desde  abril del 2014 se integró al Movimiento de Profesionales Católicos (MPC). Falleció el 16 de enero del 2024.

## Obras
- Hacia una cultura de vida
- La subjetividad de la sociedad
- Los pobres de Yavhé
- Apuntes sobre la teología teresiana
- Razones de la Esperanza
- Defensa de la vida y fe cristiana
- El pobre y el otro